# Michel van de Korput
Michel van de Korput (* 18. září 1956, Wagenberg) je bývalý nizozemský fotbalista, obránce.

## Fotbalová kariéra
Začínal v nizozemské lize za Feyenoord, se kterým získal v roce 1980 nizozemský fotbalový pohár. V roce 1980 přestoupil do týmu Serie A Turín Calcio, kde odehrál tři sezóny. V roce 1983 se vrátil do Feyenoordu a v sezóně 1983/84 získal s týmem double. V roce 1985 přestoupil do bundesligového týmu 1. FC Köln. Kariéru končil v nižších belgických soutěžích v týmech Beerschot AC a Royal Cappellen FC. V Poháru mistrů evropských zemí nastoupil ve 2 utkáních a v Poháru UEFA nastoupil ve 29 utkáních a dal 1 gól. Za nizozemskou reprezentaci nastoupil v letech 1978-1981 ve 23 utkáních. Byl členem nizozemské reprezentace na Mistrovství Evropy ve fotbale 1980, nastoupil ve 3 utkáních.

## Ligová bilance
| Ročník                    | Zápasy | Góly | Klub         |
| ------------------------- | ------ | ---- | ------------ |
| Eredivisie 1974/75        | 1      | 0    | Feyenoord    |
| Eredivisie 1975/76        | 17     | 0    | Feyenoord    |
| Eredivisie 1976/77        | 30     | 0    | Feyenoord    |
| Eredivisie 1977/78        | 24     | 1    | Feyenoord    |
| Eredivisie 1978/79        | 32     | 0    | Feyenoord    |
| Eredivisie 1979/80        | 29     | 1    | Feyenoord    |
| Serie A 1980/81           | 22     | 0    | Turín Calcio |
| Serie A 1981/82           | 23     | 0    | Turín Calcio |
| Serie A 1982/83           | 27     | 1    | Turín Calcio |
| Eredivisie 1983/84        | 32     | 0    | Feyenoord    |
| Eredivisie 1984/85        | 30     | 2    | Feyenoord    |
| Bundesliga 1985/86        | 27     | 0    | 1. FC Köln   |
| 2. belgická liga 1988/89  | 26     | 2    | Beerschot AC |
| CELKEM 1. nizozemská liga | 195    | 4    |              |
| CELKEM 1. španělská liga  | 72     | 1    |              |
| CELKEM Bundesliga         | 27     | 0    |              |